# Leïla Lacan
Leïla Lacan (Rodez, 2 de junho de 2004) é uma jogadora de basquete francesa.

## Carreira profissional
Lacan começou sua carreira profissional em 2022 pelo Union Féminine Angers Basket 49 na Ligue Féminine de Basketball (LFB). Durante a temporada 2023-24, ela teve médias de 12,7 pontos, 2,7 rebotes, 3,0 assistências e 3,2 roubos de bola em 18 jogos.
Em junho de 2024, ela se juntou ao Basket Landes. Ela ajudou a equipe a se classificar para a Euroliga Feminina de 2024–25.
Em 15 de abril de 2024, Lacan foi convocada em décimo lugar geral pelo Connecticut Sun no draft da WNBA de 2024. Ela não se juntou à equipe para a temporada da WNBA de 2024, permanecendo na França para competir com sua seleção nacional nas Olimpíadas de Verão de 2024.

## Carreira na seleção
Lacan fez sua estreia internacional pela França no Campeonato Europeu Feminino Sub-16 da FIBA de 2019. Durante o torneio, ela teve uma média de 9 pontos, 2,3 rebotes e 1,9 assistências em sete jogos. Ela então representou a França na Copa do Mundo de Basquete Feminino Sub-19 da FIBA de 2021, onde teve uma média de 6,4 pontos, 2,6 rebotes e 5,7 assistências por jogo. No Campeonato Europeu Sub-18 da FIBA de 2022, ela registrou 14,4 pontos, 4,6 rebotes e 4 assistências por jogo.
Ela novamente representou a França na Copa do Mundo de Basquete Feminino Sub-19 da FIBA de 2023, onde obteve uma média de 17,1 pontos, 3,7 rebotes, 3,0 roubos de bola e 2,9 assistências por jogo. Durante o jogo da medalha de bronze contra o Canadá, ela registrou 11 pontos, quatro rebotes, quatro assistências, três roubos de bola e um bloqueio, e perdeu por 73-80 na prorrogação. Após o torneio, ela foi nomeada para o time do torneio.
Ela fez sua estreia na seleção principal da França no EuroBasket Feminino de 2023, onde obteve médias de 3,6 pontos, 0,6 rebotes e 1,6 assistências em cinco jogos e ganhou uma medalha de bronze. Nos Jogos Olímpicos de Verão de 2024, em Paris, conquistou a medalha de prata no torneio feminino do basquetebol, após confronto na final contra a equipe dos Estados Unidos.